# بيتر تومسون
بيتر تومسون (بالإنجليزية: Peter Thompson)‏ (2 مايو 1984 بلفاست المملكة المتحدة لبريطانيا العظمى وأيرلندا - ) هو لاعب كرة قدم أيرلندي شمالي يلعب كمهاجم.

## مسيرته الكروية
لعب بيتر تومسون خلال مسيرته الاحترافية مع ناديين في خمسة عشر موسمًا وسجل خلالها 140 هدف ضمن 296 مباراة. حيث فاز في سبعة مواسم بالكأس وفي سبعة مواسم بالدوري.
خاض بيتر تومسون مسيرته مع نادي لينفيلد في موسم 2001–02 في المرة الأولى ليلعب معه سبعة مواسم ثم في موسم 2009–10 ليلعب معه ستة مواسم، مشاركًا طوالها في 255 مباراة سجل خلالها 135 هدف. ثم انتقل إلى نادي ستوكبورت كونتي في موسم 2008–09 ولمدة موسمين، حيث شارك في 41 مباراة سجل خلالها 5 أهداف.

## روابط خارجية
- بيتر تومسون على موقع قاعدة بيانات كرة القدم.إي يو (الإنجليزية)
- بيتر تومسون على موقع ناشيونال فوتبول تيمز (الإنجليزية)
- بيتر تومسون على موقع Soccerbase.com (لاعب) (الإنجليزية)
- بيتر تومسون على موقع Soccerway.com (الإنجليزية)
- بيتر تومسون على موقع عالم كرة القدم.نت (الإنجليزية)